# Volta a Suïssa 1951
La Volta a Suïssa 1951 fou la 15a edició de la Volta a Suïssa. Aquesta edició es disputà del 15 al 23 de juny de 1951, amb un recorregut de 1.882 km distribuïts en 8 etapes. L'inici i final de la cursa fou a Zúric.
El vencedor final fou el suís Ferdi Kübler, el qual també guanyà dues etapes i la classificació de la muntanya. El també suís Hugo Koblet, vencedor també de dues etapes, acabà en segona posició, mentre l'italià Alfredo Martini, vencedor de la primera etapa, acabà en tercera posició.

## Etapes
| Etapa | Data       | Recorregut               | Km  | Vencedor d'etapa        | Líder de la general   |
| ----- | ---------- | ------------------------ | --- | ----------------------- | --------------------- |
| 1ª    | 15 de juny | Zúric - Aarau            | 251 | Alfredo Martini (ITA)   | Alfredo Martini (ITA) |
| 2ª-1ª | 16 de juny | Aarau - Basilea          | 135 | Ferdi Kübler (SUI)      | Dino Rossi (ITA)      |
| 2ª-2ª | 16 de juny | Basilea - Boncourt (CRI) | 65  | Hugo Koblet (SUI)       | Dino Rossi (ITA)      |
| 3ª    | 18 de juny | Boncourt - Berna         | 239 | Jean Goldschmit (LUX)   | Dino Rossi (ITA)      |
| 4ª    | 19 de juny | Berna - Gstaad           | 261 | Ferdi Kübler (SUI)      | Dino Rossi (ITA)      |
| 5ª    | 20 de juny | Gstaad - Lucerna         | 208 | Giovanni Rossi (SUI)    | Dino Rossi (ITA)      |
| 6ª    | 21 de juny | Lucerna - Lugano         | 249 | Vittorio Rossello (ITA) | Ferdi Kübler (SUI)    |
| 7ª    | 22 de juny | Lugano - Davos           | 240 | Hugo Koblet (SUI)       | Ferdi Kübler (SUI)    |
| 8ª    | 23 de juny | Davos - Zúric            | 234 | Jean Goldschmit (LUX)   | Ferdi Kübler (SUI)    |

## Classificació final
|    | Ciclista                | Equip     | Temps       |
| -- | ----------------------- | --------- | ----------- |
| 1  | Ferdi Kübler (SUI)      | Suïssa    | 55h 15' 14" |
| 2  | Hugo Koblet (SUI)       | Suïssa    | + 4' 15"    |
| 3  | Alfredo Martini (ITA)   | Itàlia    | + 14' 03"   |
| 4  | Fritz Schär (SUI)       | Suïssa    | + 17' 08"   |
| 5  | Vittorio Rossello (ITA) | Itàlia    | + 25' 50"   |
| 6  | Bruno Pasquini (ITA)    | Itàlia    | + 28' 33"   |
| 7  | Jean Kirchen (LUX)      | Luxemburg | + 29' 28"   |
| 8  | Dino Rossi (ITA)        | Itàlia    | + 30' 43"   |
| 9  | Pasquale Fornara (ITA)  | Itàlia    | + 32' 01"   |
| 10 | Vincenzo Rossello (ITA) | Itàlia    | + 32' 35"   |